# Difenyloxalaat
Difenyloxalaat is een organische verbinding met als brutoformule C14H10O4. Het is de difenylester van oxaalzuur. Difenyloxalaat is een vaste stof.

## Synthese
Difenyloxalaat kan bereid worden door de verestering van oxaalzuur met fenol, of door omestering van een andere diester van oxaalzuur (zoals dimethyloxalaat) met fenol. De omestering van dimethyloxalaat met fenol resulteert zo in difenyloxalaat en methanol.

## Toepassingen
De decarbonylering van difenyloxalaat levert difenylcarbonaat, dat een grondstof is voor de productie van polycarbonaten. Als katalysator van deze reactie, waarbij koolstofmonoxide wordt vrijgesteld, kan men een organisch fosfoniumzout gebruiken, zoals tetrafenylfosfoniumchloride. Deze syntheseroute van difenylcarbonaat vermijdt het gebruik van het giftige fosgeen.
In glowsticks is de oxidatie van difenyloxalaat, of een andere oxalaatester, met waterstofperoxide in aanwezigheid van een fluorescerende kleurstof de oorzaak van de chemoluminescentie.

## Toxicologie en veiligheid
Difenyloxalaat is een irriterende vaste stof voor de ogen en de huid. Bij inhalatie van stofdeeltjes kan irritatie aan de luchtwegen optreden, met als gevolg een beklemmend gevoel in de borststreek en hevig hoesten. Het kan een ontsteking aan het oog veroorzaken, die gekarakteriseerd wordt door roodheid, hevig tranen en jeuk. Difenyloxalaat is schadelijk wanneer het wordt ingeademd of geïnhaleerd.